# شريف فتحي المشد
شريف فتحي علي المشد المعروف أيضا باسم شريف المشد هو مواطن مصري معتقل إداريًا خارج نطاق القانون في معتقل غوانتانامو الأمريكي في كوبا. الرقم التسلسلي الخاص به هو 190، ولد شريف في 14 ديسمبر عام 1976 في شبين الكوم بمحافظة المنوفية بمصر.

## الحياة قبل الاعتقال
حسب أندي ورثينجتون مؤلف كتاب ملفات غوانتانامو، كان شريف المشد رجل أعمال يسكن في إيطاليا، سافر إلى أفغانستان لتوفير المساعدات الإنسانية. وكان يعمل في المنتجعات السياحية في سيناء لمدة ثلاث سنوات بعد تخرجه، ثم ذهب للعيش في إيطاليا مع عمه الذي كان مواطن إيطالي. ثم عمل في مجال البناء في إيطاليا، وبدأ حياته الخاصة واستثمارات ناجحة.

## الاعتقال
سافر شريف إلى أفغانستان للعمل مع رجل أعمال كويتي في توصيل المساعدات.
وفقا ورثينجتون كان الهدف من السفر إلى أفغانستان مزيجًا من الأعمال الخيرية وتكوين علاقات مع رجال أعمال «مثل حضور حفل لجمع التبرعات». وصل إلى أفغانستان في منتصف عام 2001، وأثناء عبور الحدود مع باكستان في نوفمبر 2001 تم القبض عليه من قبل قوات حرس الحدود الباكستانية.
احتجر شريف من قبل القوات الأمريكية، ووجهت له تهم أنه عضو في طالبان، بينما أكد شريف للمحققين أنه كان يعيش في إيطاليا حتى عام 2000. كما تم اتهامه بمساعدة العرب في البوسنة في عام 1991. ورد شريف أنه كان في سن الرابعة عشر في ذلك الوقت حيث كان طالبًا في مصر.

## الانتقال إلى ألبانيا
تم نقله إلى ألبانيا في فبراير 2010 بعد أن قضى ما يقرب من ثماني سنوات في غوانتانامو.
في مارس 2012 رفضت ألبانيا السماح بعودته إلى مصر. حتى بعد الإطاحة بنظام حسني مبارك، لم تفسر السلطات الألبانية رفضها لمغادرته، كذلك زوجته الألبانية ممنوعة من مغادرة البلاد، على الرغم من أنها لديها تأشيرة دخول سارية المفعول إلى مصر.